# Need for Speed: The Run
Need for Speed: The Run trkaća je videoigra i osamnaesti naslov u Need for Speed serijalu. Objavio ju je Electronic Arts 15. studenog 2011., a EA Black Box razvio verzije za PlayStation 3, Windows i Xbox 360, dok je Firebrand Games razvio verzije za 3DS i Wii. Planirano je da iOS verziju razvije EA Mobile, ali je na kraju otkazano. Igra se fokusira na utrke od točke do točke koje uključuju pretjecanje protivnika, pobjeđivanje suparnika i izbjegavanje članova policije i kriminalnih bandi da zaustave igrača.